# Mariano Riccio

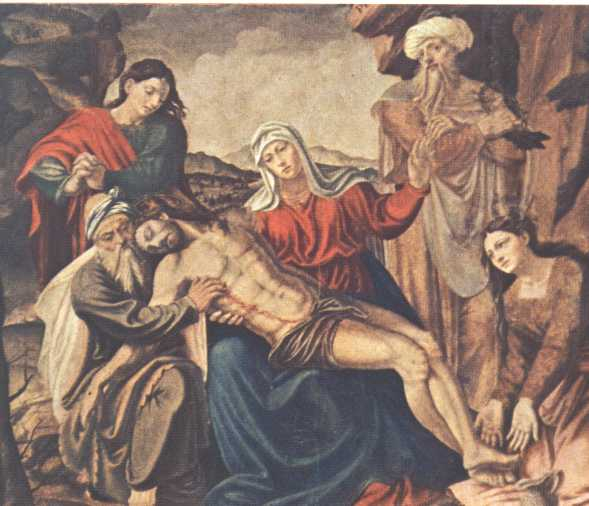
Deposizione, Museo Regionale di Messina.

Mariano Riccio (Messina, 1510 – Messina, 1593) è stato un pittore italiano del Rinascimento siciliano.

## Biografia
Mariano Riccio fu allievo di Alfonso Franco, in seguito di Polidoro da Caravaggio, del quale imitò lo stile. Realizzò soprattutto pale d'altare che adornavano le chiese di Messina e della provincia. Gran parte delle sue opere sono state distrutte dal terremoto della Calabria meridionale del 1783 e dal terremoto di Messina del 1908.
Il figlio Antonello Riccio, attivo nella seconda metà del XVI secolo, seguì le orme paterne.
A Messina gli è stata intitolata una via.

## Opere
- XVI secolo, Sacra Famiglia, dipinto su tavola, opera documentata nella chiesa di San Francesco d'Assisi all'Immacolata di Messina.[1]
- XVI secolo, Crocifisso dipinto, attribuzione, opera proveniente dalla chiesa di Santa Maria Annunziata del convento dell'ordine dei frati minori osservanti e custodita nella chiesa di San Nicolò di Bari di Villafranca Tirrena.
- XVI secolo, San Nicola di Bari, dipinto, opera custodita nella chiesa di San Nicola di Pistunina.[2]
- XVI secolo, Pietà, dipinto proveniente dalla chiesa di Santa Maria Maddalena di Palermo, opera custodita nel Museo regionale di Messina.
- XVI secolo, Vergine col bambino e San Giovanni Battista, dipinto su tavola, opera custodita nella chiesa di San Giovanni Battista di Castanea delle Furie.[2]
- XVI secolo, Vergine col bambino e Santa Maria Maddalena, dipinto, opera documentata nella chiesa di Santa Maria Maddalena di San Filippo Superiore.[2]
- XVI secolo, Vergine con San Pietro e San Paolo Apostoli, dipinto, opera documentata nella chiesa di San Paolo dei Disciplinanti di Messina.[1]
- XVI secolo, San Leonardo, dipinto distrutto nel terremoto della Calabria meridionale del 1783, opera documentata nella chiesa di San Leonardo di Messina.[1]
- XVI secolo, Madonna della Carità, dipinto, opera documentata nella chiesa del reclusorio delle Ree pentite di Messina.[1]
- XVI secolo, San Nicola di Bari, dipinto distrutto nel terremoto della Calabria meridionale del 1783, opera documentata nella chiesa di San Nicolò la Montagna all'Oliveto di Messina.[1]